# Castelnuovo Parano
Pour les articles homonymes, voir Castelnuovo.
Castelnuovo Parano est une commune italienne de la province de Frosinone dans la région Latium en Italie.  

## Administration
| Période                                  | Période | Identité | Étiquette | Qualité |
| ---------------------------------------- | ------- | -------- | --------- | ------- |
|                                          |         |          |           |         |
| Les données manquantes sont à compléter. |         |          |           |         |

### Communes limitrophes
Ausonia, Coreno Ausonio, Esperia, San Giorgio a Liri, Vallemaio